# 29 juin 2001

## Décès
- Maurice Estève (né le 2 mai 1904), peintre français
- Maxime V Hakim (né le 18 mai 1908), patriarche de l'Église grecque-catholique melkite
- Silvio Oddi (né le 14 novembre 1910), évêque italien
- Minoru Kawabata (né le 22 mai 1911), peintre japonais

## Autres événements
- Le Drapeau franco-ontarien reçoit le statut de symbole officiel de la province

### Culture
- Sortie du jeu Diablo II: Lord of Destruction
- Sortie du jeu Final Fantasy Chronicles
- Sortie américaine du film Baby Boy
- Sortie américaine du film A.I. Intelligence artificielle
- Sortie espagnole du film Arachnid
- Début de la diffusion originale de la Saison 5 de Stargate SG-1
- Dernière diffusion de Bouillon de culture

### Sport
- Roman Sludnov est le premier nageur à être passé sous la barre mythique de la minute en nageant le 100 m brasse (59 s 97)

### Divers
- Fin de la fabrication du modèle Plymouth
- Peter Hollingworth devient le 23e gouverneur général d'Australie
- Ouverture du tronçon Morgex à Courmayeur sur l'Autoroute italienne A5
- Réélection de Kofi Annan en tant que secrétaire général de l'ONU